# لیاپیسکه
لیاپیسکه (روسی: Ляписке) یک رودخانه در یاقوتستان کشور روسیه است.